# Locked Out of Heaven
Locked Out of Heaven은 미국의 R&B 가수 브루노 마스의 노래이며, 빌보드 핫 100 차트에서 6주 동안 1위를 했었다. Unorthodox Jukebox에 수록되어 있다.